# Claudio Maniscalco

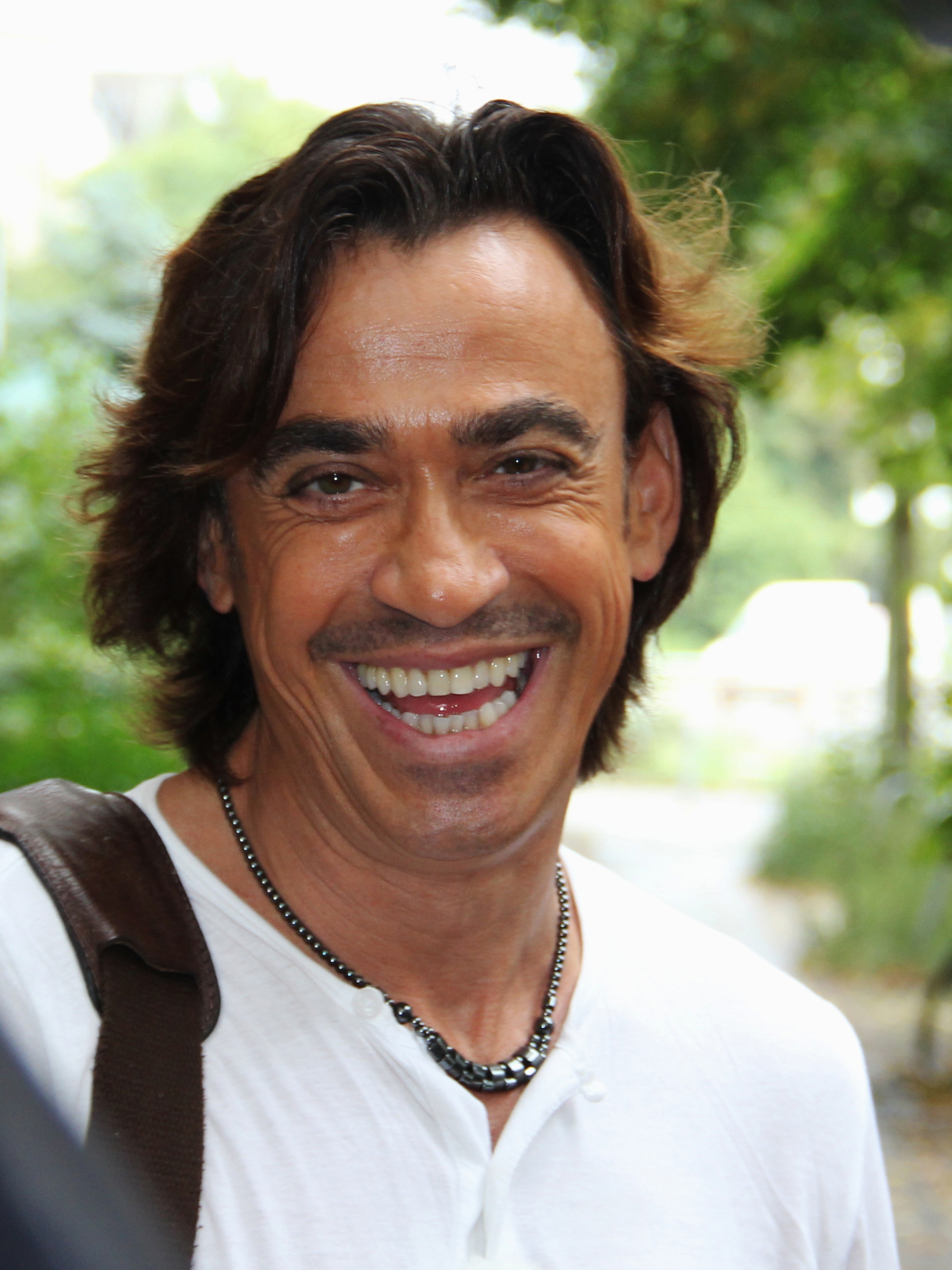
Claudio Maniscalco

Claudio Maniscalco (* 18. August 1962 in Mölln) ist ein deutscher Schauspieler, Synchronsprecher, Sänger und Theaterproduzent.

## Leben

### Anfänge
Claudio Maniscalco wirkte bereits im Alter von neun Jahren in verschiedenen Theateraufführungen wie etwa dem Rumpelstilzchen in seiner Geburtsstadt Mölln mit. Seine Mutter ist eine deutsche Sängerin, sein Vater war ein italienischer Polizist.
1978 bestand er die Aufnahmeprüfung an der Schauspielschule in Hamburg, begann jedoch (aufgrund Bedenken seines Elternhauses) seine Ausbildung erst 1982 in Berlin. Dort war unter anderem Schüler der Theaterleiterin Hilla Preuß, die aus der Ära Gustaf Gründgens stammte und beendete sein Studium 1985 erfolgreich mit dem sogenannten paritätischen Abschluss.
Zusätzlich ließ er sich auch für das Fach Gesang und Chanson von der Diseuse Ada Hecht ausbilden. Er erhielt Gesangsunterricht für das Musicalfach bei Vicky Hall. Von 1984 bis 1986 sammelte er praktische Bühnenerfahrungen als Hauptdarsteller und Sänger bei den Berliner Komödianten. Geprägt wurde er durch zahlreiche Mentoren und Förderer wie u. a. Wolfgang Spier, Helmut Baumann, Katja Nottke und Anna Vaughan.
Maniscalco ist Vorsitzender der IVQS Stiftung gegen Altersarmut bei Schauspielern.

### Tätigkeit am Theater
Auf vielen deutschen Bühnen spielte er über 200 Rollen in Musicals, Komödien, Revuen oder Dramen. In den Berliner Kammerspielen stellte er 1987 den Riff Raff im Musical The Rocky Horror Show dar. Außerdem spielte er den Bambi in dem Stück Linie 1 von Volker Ludwig in Frankfurt, Hamburg und München. 1991 spielte er neben Eartha Kitt, Alice und Ellen Kessler und Daniela Ziegler die jugendliche Hauptrolle Ben in dem Musical Follies am Theater des Westens in Berlin. Diese Arbeit stand unter der Regie von Helmut Baumann. 1992 übernahm Maniscalco außerdem (mit Katja Nottke) die Leitung des KAMA-Theaters in Berlin, wo er darstellerisch mitwirkte und Musicals inszenierte. Bis 1995 absolvierte er einige Konzerte mit dem RIAS Rundfunkorchester Berlin unter der Leitung von Kai Rautenberg, dem Pianisten von Hildegard Knef.
Für Corny Littmann inszenierte er 1993 die legendäre Edith Piaf Revue, die Jahre ausverkauft im Schmidt Theater in Hamburg lief. Im TIVOLI war er 1995 Hauptdarsteller in dem Musical Ladyboys von Gregor Köhne.
Von 1999 bis 2002 war er der Intendant und künstlerische Leiter vom Berliner Volkstheater Hansa. Diese Arbeit beendete Maniscalco vorzeitig, da er seine Vorstellungen von einem experimentellen Theater nicht verwirklicht sah. Unter anderem inszenierte er während seiner Amtszeit musikalische Revuen wie Die Bettelkönigin von Moabit mit Brigitte Mira, bei der er auch am Buch beteiligt war. Ebenfalls beim Musical Heinz Rühmann – der Clown mit Christian Schodos in der Titelrolle. Er inszenierte und brachte das Musical unter Anwesenheit von Hertha und Peter Rühmann erfolgreich zur Premiere. Es folgten Nominierungen für den Goldenen Vorhang des Berliner Theaterclubs.
Im Jahr 2000 spielte Maniscalco den Sänger und Schauspieler Roy Black in dem Musical Ganz in Weiß. Im Jahr 2001 war er in der Kleinen Revue im Berliner Friedrichstadt-Palast in Günter Neumanns Insulaner: Sehn se, det is Berlin! zu sehen. Mit dem Konzertprogramm Viva l’Amore ist er seit 2003 unterwegs. Ein eigenes Bühnenprogramm mit Songs von Dean Martin führt ihn bis heute mit Gastspielen an unterschiedliche Theater und zu Galaveranstaltungen.
2008 feierte er mit dem einwöchigen Gastspielprogramm Die multiple Personality Best-of-Show am BKA-Theater in Berlin sein 20-jähriges Bühnenjubiläum. Zu seinen größten Erfolgen zählen auch die Rollen als Valmont in den Klassiker Gefährliche Liebschaften im Berliner Schloss Charlottenburg und als Jedermann bei den Clingenburg Festspielen.
2018 feierte er mit seiner „Best of Musical-Show“ im Varieté Wintergarten in Berlin sein 33-jähriges Bühnenjubiläum.

### Tätigkeit für Kino und Fernsehen
Auch in Kino und Fernsehen ist Maniscalco zu sehen. Er übernahm rund 100 unterschiedliche Rollen in Filmen, Fernsehspielen und Serien.
In Die Unendliche Geschichte II übernahm er die Rolle des versteinerten Lavaman. Popularität erreichte er mit der RTL-Serie Gute Zeiten, schlechte Zeiten. Dort spielte er 1999 den Magier Felix. In einem Vierteiler der ARD verkörperte Maniscalco ab 1998 einen skrupellosen Anwalt in Liebe und weitere Katastrophen. In der internationalen Koproduktion Die Bourne Verschwörung sah man ihn an der Seite von Matt Damon.
Immer wieder führen ihn seine Rollen an die Seite bekannter Darsteller wie etwa Senta Berger, Suzanne von Borsody, Dirk Bach, Nadja Tiller, Hannelore Elsner, Jan Josef Liefers und Klaus Löwitsch. Neben Harald Juhnke spielte er als Frau in der Serie Zwei alte Hasen. In sechs Folgen war er 1999 in der Serie In aller Freundschaft im ARD-Abendprogramm als Radrennfahrer Axel zu sehen. Auch in Eurocops und Tatort trat er auf.

## Kritik
Der Tagesspiegel schrieb 2008:

„Der Mann hat in den letzten 20 Jahren einfach alles gemacht: am Theater des Westens gespielt, mit Dauer-Kollegin Katja Nottke diverse Kieztheater gegründet, das Hansa-Theater betrieben, in Kinofilmen und Fernsehserien gespielt, Synchron gesprochen und in jeder Menge Musikshows auf der Bühne gestanden. (...) Auch nicht verkehrt: Der Showman sieht noch ziemlich gut erhalten aus.“

## Filmografie
- 1987: Die Wicherts von nebenan (Fernsehserie, 2 Folgen)
- 1987: Die Gunst der Sterne (Fernsehserie)
- 1988: Oh Mathilde (Fernsehserie, 14 Folgen)
- 1989: Peter Strohm (Fernsehserie, 2 Folgen)
- 1990: Die unendliche Geschichte II – Auf der Suche nach Phantásien
- 1990: Eurocops (Fernsehserie, 1 Folge)
- 1991: Go Trabi Go
- 1991: Tücken des Alltags (Fernsehserie, 5 Folgen)
- 1992: Zwei Halbe sind noch lange kein Ganzes (Fernsehserie, 6 Folgen)
- 1993: Verkehrsgericht (Fernsehserie, 1 Folge)
- 1994: Elbflorenz (Fernsehserie, 2 Folgen)
- 1994: Sylter Geschichten (Fernsehserie, 1 Folge)
- 1995: Dr. Stefan Frank – Der Arzt, dem die Frauen vertrauen (Fernsehserie, 1 Folge)
- 1996: Tatort: Der Spezialist (Fernsehreihe)
- 1996: Gute Zeiten, schlechte Zeiten (Fernsehserie, 2 Folgen)
- 1997: Boomtown Berlin (Fernsehserie, 1 Folge)
- 1997: Stubbe – Von Fall zu Fall: Stubbe und Elli (Fernsehreihe)
- 1997: Für alle Fälle Stefanie (Fernsehserie, 1 Folge)
- 1997: Unser Charly (Fernsehserie, 1 Folge)
- 1998: Großstadtrevier (Fernsehserie, 1 Folge)
- 1998: Küsse niemals deinen Chef
- 1998: Die Rettungsflieger (Fernsehserie, 1 Folge)
- 1998–2010: SOKO München (Fernsehserie, 3 Folgen, verschiedene Rollen)
- 1998–2005: Wolffs Revier (Fernsehserie, 2 Folgen, verschiedene Rollen)
- 1999: In aller Freundschaft (Fernsehserie, 6 Folgen)
- 2000: Liebe und weitere Katastrophen (TV-Mehrteiler)
- 2000: Claims (Sketchshow, 4 Folgen)
- 2001: Marienhof (Fernsehserie, 14 Folgen)
- 2002: Der zweite Frühling
- 2003: Außer Kontrolle
- 2004: Hausmeister Krause (Fernsehserie, 1 Folge)
- 2004: Das Duo: Bauernopfer (Fernsehreihe)
- 2004: Die Bourne Verschwörung (The Bourne Supremacy)
- 2005: Ein Koala-Bär allein zu Haus
- 2005: Popp Dich schlank!
- 2006: Rauchzeichen
- 2006–2009: Löwenzahn (Fernsehserie, 2 Folgen, verschiedene Rollen)
- 2006: Zwei Engel für Amor (Fernsehserie, 1 Folge)
- 2008: Maddin in Love (Miniserie)
- 2013: Siebenstein (Fernsehserie, 1 Folge)
- 2020: Der Bussard (Kurzfilm)
- 2021: The Showdown
- 2021: One Last Job (Kurzfilm)
- 2024: Der Tankwart (Kurzfilm)

## Theater/Shows (Auswahl)
- 1987: Riff Raff in „Rocky Horror Show“, Regie: Anna Vaughan (Berliner Kammerspiele)
- 1987: Grunzbauch in „Vom dicken Schwein das dünn werden wollte“, Regie: Anna Vaughan (Berliner Kammerspiele)
- 1987: Adam in „Stürmische Überfahrt“, Regie: Jürgen Wölfer (Winterhuder Fährhaus)
- 1989: Jerome Martignon in „Frühling im September“, Regie: Wolfgang Spier (Komödie Max2, München)
- 1989: Bambi in „Linie 1“, Regie: Anna Vaughan (Marek Lieberberg Produktion)
- 1989: David in „Off Broadway“, Regie: Josef Saxinger (Kleine Freiheit München)
- 1989: Octave in „Die lieben Nachbarn“, Regie: Katja Nottke (Intimes Theater / Berlin)
- 1991: Young Ben in „Follies“, Regie: H. Baumann (Theater des Westens)
- 1992: Yves Montand in „Piaf“, Regie: Katja Nottke (KAMA-Theater Berlin)
- 1993: Tom in „Schmetterlinge sind frei“, Regie: Katja Nottke (KAMA-Theater Berlin)
- 1994: Toddy in „Viktor und Viktoria“, Regie: Katja Nottke (KAMA-Theater Berlin)
- 1995: Peppino in „Ladyboys“, Regie: Corny Littmann (KAMA-Theater Berlin)
- 1997: Alfred in „Liebeslohn“, Regie: Pierre Badan (Kleines Theater am Südwestkorso)
- 2000: Roy Black in „Ganz in Weiß“, Regie: Arno Löb (Augsburg)
- 2001: Franz in „Insulaner“, Regie: Klaus Rumpf (Friedrichstadtpalast/Kleine Revue)
- 2002: „Was macht eine Frau mit zwei Männern“, Regie: Katja Nottke (Berliner Volkstheater Hansa)
- 2003–2004: „Viva l’Amore“, Regie: Claudio Maniscalco (Umspannwerk-Ost)
- 2004–2007: Lucino in „La Famiglia“, Regie: Arthur Castro (Pomp Duck and Circumstance Berlin)
- 2005: „Dean Martin Show“ im Konzerthaus am Gendarmenmarkt, Regie: Claudio Maniscalco
- 2006: Siggi White in „Telenovela, eine Persiflage“, Regie Katja Nottke (Nottkes das Kieztheater)
- 2007: Bon Vivant in „Alles nur Theater“, Regie Katja Nottke (Nottkes das Kieztheater)
- 2008: „Dean Martin Christmas Show“ in der Spielbank Berlin, Regie: Claudio Maniscalco
- 2008: Don Camillo in „Don Camillo und Peppone“, Regie: Manon (Breitlingshow in Basel)
- 2008: „Best-Of-Show“ im BKA-Theater Berlin, Regie: Claudio Maniscalco
- 2009: „Dean Martin Christmas Show“ im Heimathafen Neukölln, Regie: Claudio Maniscalco
- 2007–2009: Lucino in „La Famiglia“, Regie: Claudio Maniscalco (Pomp Duck and Circumstance Stuttgart)
- 2009–2010: Roy Black in „Du bist nicht allein“, Regie: Claudio Maniscalco (Nottkes das Kieztheater)
- 2009–2010: Yves Montand, Charles Aznavour u. a. in „Piaf“, Regie: Katja Nottke (Nottkes das Kieztheater)
- 2009–2010: Bruno in „Mama Leone“, Regie: Katja Nottke (Nottkes Kieztheater)
- 2009–2015: Lucino in „La Famiglia“, Regie: Claudio Maniscalco (Piazza Rossa\ La Luz, Berlin)
- 2012–2015: Teufel in "Teufels Küche" Regie: Ulrike Stürzbecher (Kieztheater Berlin/ "Wilde Oscar")
- 2013–2015: Popolone in "Carusello Italiano" Regie: Claudio Maniscalco (Theater "Wilde Oscar")
- 2014: Valmont in "Gefährliche Liebschaften" Regie: Teresa Hoerl & Andra Kokott (Schloss Charlottenburg, Berlin)
- 2014: Jedermann in „Jedermann“, Clingenburg-Festspiele Regie: Marcel Krohn (Sommerfestspiele Clingenburg)
- 2015 Blacky Black in "Die Nännie" Regie: Claudio Maniscalco (Theater "Wilde Oscar")[6]
- 2016/17: Dean Martin in der „Dean Martin Show, ein Hauch von Las Vegas!" im Theater "Wilde Oscar"
- 2017–2018: Don Paolo in "OH DIO MIO" Regie: Leonardo di Lorenzo (Theater "Queens45, Berlin")
- 2017–2018: König Triton in dem Musical "Die kleine Meerjungfrau" Regie: Fabian Gröger (Varieté Wintergarten)
- 2019: Mister Kurayami in dem Musical "Sherlock Holmes – Next Generation" Buch und Regie: Rudi Reschke im First Stage Theater, Hamburg und Deutsches Theater München
- 2019–2020: Gepetto im Musical "Pinnocchio" von Bijan Azadian im Varieté Wintergarten
- 2019–2020: Francesco im Musical "Barock me, Gräfin Cosel" Regie: Olaf Becker, Boulevardtheater Dresden
- 2019 "Best of im Musical", 33. Jubiläums-Show von Claudio Maniscalco im Wintergarten (Varieté)
- 2020: Romino in der Musical-Persiflage "Albana & Romino mit Power" Regie: Isabel Gensior, Filmbühne am Steinplatz
- 2021: Inspektor Lestrade in dem Musical "Sherlock Holmes – Next Generation" Buch & Regie: Rudi Reschke, Deutschland Tour
- 2022: Dean Martin in dem Musical "Thats Life" Regie: Stefan Warmut, Deutschland Tour
- 2023: Gomez Addams in dem Musical "The Addams Family" Regie: Marten Sand im Schlossparktheater

## Synchronrollen (Auswahl)

### Filme
- 1983: Love Boat, Rolle: Diensthabender Offizier (Shane McCamey)[7]
- 1989: Letzte Ausfahrt Brooklyn, Rolle: Goldie (Robi Martin)
- 1991: The Doors, Rolle: John Densmore (Kevin Dillon)
- 1994: Priscilla – Königin der Wüste, Rolle: Adam/Felicia (Guy Pearce)
- 1996: Big Night, Rolle: Secundo (Stanley Tucci)
- 1996: Romeo + Juliet, Rolle: Mercutio (Harold Perrineau)
- 1998: Wer mich liebt, nimmt den Zug, Rolle: Viviane (Vincent Perez)
- 2001: Sweet November – Eine Liebe im Herbst, Rolle: Brandon/Brandy (Michael Rosenbaum)
- 2001: Schlimmer geht’s immer, Rolle: Alex Tardio (William Fichtner)
- 2002: Stürmische Liebe – Swept away, Rolle: Pepe (Adriano Giannini)
- 2003: Hollywood Cops, Rolle: Wanda (Lou Diamond Phillips)
- 2003: Mona Lisas Lächeln, Rolle: Bill Dunbar (Dominic West)
- 2004: Alien vs. Predator, Rolle: Sebastian Wells (Raoul Bova)
- 2009: All Inclusive, Rolle: Yoga Lehrer Fabio (Carlos Ponce)
- 2009: Der rosarote Panther 2, Rolle: Vicenzo (Andy Garcia)
- 2010: Je vous aime, Rolle: Simon (Serge Gainsbourg)
- 2010: Black Dynamite, Rolle: Cream Corn (Tommy Davidson)
- 2010: The Green Hornet, Rolle: Popeye (Jamie Harris)
- 2010: Kiss & Kill, Rolle: Eurocreep (Winston Story)
- 2011: Ronal der Barbar, Rolle: General (Sven–Ole Thorsen)
- 2011: Magicians, Rolle: Hugo (Fabrizio Bentivoglio)
- 2015: Spy – Susan Cooper Undercover, Rolle: De Luca (Bobby Cannavale)
- 2017: Pieles, Du kannst nicht aus deiner Haut, Rolle: Simon (Antonio Durán)
- 2017: EL BAR – Frühstück mit Leiche, Rolle: Andres (Joaquin Climent)
- 2019: Drachenzähmen leicht gemacht 3: Die geheime Welt, Rolle: Grimmel im Trailer (F. Murray Abraham)
- 2021: Luca, Rolle: Massimo Marcovaldo (Marco Barricelli)

### Serien
- 2000: Fix und Foxi, Rolle: Lupo
- 2005: Kaput and Zösky, Rolle: Zösky (Mark Camacho)
- 2008: Fantastic Four, Rolle: Mole Man
- 2008: Bratz, Rolle: Jules
- 2008: The Best Years, Rolle: Patrick Ferrell (Gabriel Hogan)
- 2008–2009: Noahs Arc, Rolle: Alex (Rodney Chester)
- 2008–2009: Hotel Babylon, Rolle: Gino Primirola (Martin Marquez)
- 2008–2010: Heroes, Rolle: Der Haitianer (Jimmy Jean-Louis)
- 2009: Back at the Barnyard, Rolle: Fargleman
- 2010: The Kill Point, Rolle: Mr. Wolf (John Leguizamo)
- 2010: Iron Man, Rolle: Mr. Fix (Donny James Lucas)
- 2010: SamSam, Rolle: Biesterbart
- 2010: The Good Wife, Rolle: Julius Caine (Michael Boatman)
- 2014–2016: VeggieTales, Rolle: Mutoffel
- 2015: "Hinter der Gartenmauer", Rolle: "Das Biest" (Samuel Ramey)
- 2017–2022: The Good Fight, Rolle: Julius Caine
- 2018: Greys Anatomie, Rolle: Vincenzo De Luca (Lorenzo Caccialanza)
- 2019: Supermonster, Rolle: Luigi (Vincent Tong)
- 2020: The Good Fight, Rolle: Julius Caine (Michael Boatman)
- 2020: Victor & Valentino, Rolle: Tez (Christian Lanz)
- 2021: Them, Rolle: Da Tap Dance Man (Marco Barricelli)

## Hörspiel/Sprecher
- Diverse Hörfunkspots: CORA-IT, Hotel Esplanade, Drei-Like-Home, Marktplatzcenter Neubrandenburg, Tandemcard etc.
- Voice Over (Timm TV): Out & About
- Voice Over (Timm TV): Step it up and dance
- Voice Over (Timm TV): „Boy meets boy“ / „Going Straight“
- Die Alchimistin (8 CDs), Hörspiel: Stimme Gilian (Lübbe Audio)
  - Folge 1: Der Stein der Weisen
  - Folge 2: Das Erbe des Gilgamesch
  - Folge 3: Die Katakomben von Wien
  - Folge 4: Das Kloster im Kaukasus
  - Folge 5: Die Unsterbliche
  - Folge 6: Die schwarze Isis
  - Folge 7: Der Schatz der Templer
  - Folge 8: Der Alte vom Berge
- Benjamin Blümchen (2 CDs), Hörspiel: Stimme Herr Stellini, Stellas Papa (Kiddinx Studio)
  - Folge 102: Das Pinguin-Ei
  - Folge 103: 5:0 für Benjamin
- Hui Buh - das Schlossgespenst, Hörspiel: Stimme Mentalist
- Bibi Blocksberg, Folge 125: Der Strandurlaub (CD), Hörspiel: Stimme Stefano Bianchi (Kiddinx Studio)
- Spiel des Lebens (CD), Hörspiel: Stimme Ralf Rode (InfinitySounds)
- Janosch (7 CDs), Hörspiel: Stimme Reiseesel Mallorca
  - Folge: Der kleine Tiger und das wahre Glück (2017)
  - Folge: Der kleine Tiger wünscht sich Tigerfreunde (2018)
  - Folge: Als Tiger und Bär beinahe das Beste verpassten (2018)
  - Folge: Jetzt wird geschlafen, Freunde! (2018)
  - Folge: Als der Tiger einmal der Bär sein wollte (2019)
  - Folge: Der kleine Tiger und der große Mut (2019)
  - Folge: Tiger und Bär, es weihnachtet sehr! (2019)
- Lady Bedfort (6 CDs), Krimi-Hörspiel: Stimme Roger Flamming
  - Folge 58: Die Schatten der Vergangenheit
  - Folge 59: Die Rache der Druiden
  - Folge 60: Die elf Geschworenen
  - Folge 61: Die dunklen Gewässer 1
  - Folge 62: Die dunklen Gewässer 2
  - Folge 63: Die letzte E-Mail
- Amadeus (4 CDs), Mystery Grusel-Hörspiel: Stimme Benedikt Hörting
  - Partitur 2: Rosignolo
  - Partitur 4: Faustus
  - Partitur 5: Samiel
  - Partitur 7: Goliath
- Edgar Allan Poe, Folge 29: Der Kopf des Teufels (CD), Hörspiel: Stimme Führer der Bürgerwehr (2008)
- Der Überraschungs-Geburtstag, Hörspiel mit Kinderliedern: Stimme Esel (2018)

## Auszeichnungen
- Bundeswettbewerb Gesang (1983) – 1. Platz Musical, Chanson, Song[8]
- Günther Neumann Preisträger (1983)[9]
- Goldene Henne (2000) – für Ganz in Weiß
- Goldener Vorhang (2001) – für die Regie in Die Bettelkönigin mit Brigitte Mira[10]
- Auszeichnung vom Berliner Sonntagsblatt (2017) – für besondere künstlerische Leistungen und seine Schöpfungen: La Famiglia, Dean Martin Show und Carusello Italiano[11]
- Auszeichnung vom Berliner Sonntagsblatt (2018) – für Claudio Maniscalco und sein Ensemble in der Musical-Komödie OH DiO MiO Prädikat: Besonders Sehenswert[12]
- Auszeichnung vom Berliner Theaterclub für herausragende Leistung gewürdigt mit der Ehrenmitgliedschaft[10]
- Nominierung als Bester Darsteller in einer Nebenrolle von der Musikzeitschrift „Da Capo“ für Rolle Mr. Kurayamij im Sherlock Holmes Musical, Hamburg/München (2019)